# فرودگاه سیالکوت کانتومنت
فرودگاه سیالکوت کانتومنت (به انگلیسی: Sialkot Cantonment Airport) یک فرودگاه نظامی است که یک باند فرود آسفالت دارد و طول باند آن ۶۳۲ متر است. این فرودگاه در کشور پاکستان قرار دارد و در ارتفاع ۲۵۶ متری از سطح دریا واقع شده است.